# Hans van Wiechen
Hans Jozef van Wiechen (Malang, 21 februari 1915 - Zwolle, 6 april 1978) was huisarts in Zwolle en Nederlands-Indië en ontwikkelaar van het Van Wiechenschema. 
Van 1947 tot 1950 was Van Wiechen als dienstplichtige legerarts in Indië. In de jaren zestig ontwikkelde hij na promotieonderzoek het Van Wiechenschema waarmee peuters en kleuters gevolgd kunnen worden in hun ontwikkeling. Deze methode wordt anno 2010 in aangepaste vorm nog steeds gebruikt in Nederland en België. Later werd hij medisch directeur van Ziekenhuis de Weezenlanden in Zwolle en grondlegger van het Spastisch Centrum, het latere Vogelweijde, nu onderdeel van de Vogellanden. 
Hans van Wiechen was een verwoed amateur-filmer. Beelden die hij Nederlands-Indië maakte zijn onder andere gebruikt voor de aflevering Tuan Papa van het geschiedenisprogramma Andere Tijden. 
Zwolle eert hem met een herdenkingsplaquette aan zijn vroegere woning annex praktijk aan de Nieuwstraat. In diezelfde stad is ook een straat naar hem vernoemd: de Dokter van Wiechenweg.